# Саченко, Иван Иванович
Ива́н Ива́нович Са́ченко (бел. Іван Іванавіч Сачанка; род. 8 ноября 1938, д. Великий Бор, Хойникский район, Гомельская область) — белорусский журналист, публицист, доктор исторических наук, профессор, профессор кафедры зарубежной журналистики и литературы, лауреат премии Союза журналистов БССР, председатель ОО «Минское городское объединение бывших малолетних узников фашизма», председатель "Комитета дружбы «Минск-Майнц», брат писателя Бориса Саченко.

## Биография
Родился в деревне Великий Бор Хойникского района Гомельской области БССР.
В 1942-1945 гг. находился в концентрационном лагере Дахау (Германия) на мед. экспериментах. Освобождён армией США, после того вернулся на родину и окончил среднюю школу, служил в Советской Армии.
В 1960 году поступил на отделение журналистики филологического факультета БГУ. Позже работал редактором газеты «Белорусский университет».
В 1971 году окончил аспирантуру, защитил кандидатскую диссертацию, получил звание доцента и стал руководителем кафедры истории журналистики, заместителем декана филологического факультета БГУ.
В 1982 году защитил докторскую диссертацию по теме «Публицистика в войне против фашизма и неонацизма: историчный опыт, традиции, практика».
В 1985 году получил научное звание профессора.
В 1984 году по его инициативе была создана кафедра зарубежной журналистики и литературы в Белорусском государственном университете и был председателем кафедры до 2003 года.
В 1996 году в негосударственном учреждении Институт современных знаний организовал кафедру журналистики и на протяжении 5 лет по совместительству руководил ею.
В 1998 году по инициативе профессора Ивана Ивановича Саченко была открыта специальность «Журналистика международная» с присвоением квалификации «журналист-международник», благодаря кафедре зарубежной журналистики и литературы стала выпускающей.

## Научная деятельность
Кроме преподавания ведущих курсов и спецкурсов по истории теории и практики СМИ зарубежных стран, занимал должность научно-популярного, публицистического и литературно-художественного журнала «Пигас» (1996-1998).
Подготовил 17 кандидатов наук, из них 15 — граждане зарубежных стран.
Иван Иванович Саченко — лектор в сфере средств массовой информации зарубежных стран, читал лекции, проводил семинарские и практические занятия со студентами Софийского университета имени Климента Охридского и Свободного немецкого университета (Западный Берлин), Кёльнского колледжа коммуникаций.
Возглавлял Минское государственное объединение малолетних узников фашизма.
Автор более 200 научных работ, в том числе 12 монографий и 21 брошюр. За учебное пособие «История белорусской журналистики» (в соавторстве с Р. В. Булацким и С. В. Говиным) удостоен звания лауреата премии Союза Журналистов СССР .
Читает такие курсы как «Основы творческой деятельности журналиста-международника», «Современные зарубежные СМИ», «История зарубежной журналистики», с/к «Свобода слова и социальная ответственность журналиста-международника»